# Emmanuel Bénézit (Kunsthistoriker)
Emmanuel Bénézit (* 1854 auf Jersey; † 1920 in Paris) war ein französischer Kunsthändler und Lexikograf.

## Leben
Emmanuel Bénézit war der Sohn des Musikers und Musikschriftstellers Charles Bénézit (* 1816; † nach 1871), er wurde während dessen Exil auf Jersey geboren. Anscheinend angeregt durch das deutsche Allgemeine Lexikon der Bildenden Künstler von der Antike bis zur Gegenwart begründete er 1911 das französische Künstlerlexikon Dictionnaire des peintres, sculpteurs, dessinateurs et graveurs, dessen erste Auflage drei Bände umfasste. Bénézit gründete in seiner Eigenschaft als Kunsthändler die „Galerie Bénézit“ in Paris, die er bis zu seinem Tod 1920 leitete. Anschließend wurde sie unter dem Namen „Galerie M. Bénézit“ fortgeführt. Im Jahr 2007 wurde die Zweigstelle unter dem Namen „Galerie Henri Benezit“ (Henri Bénézit [1905–1998]) geschlossen. Der letzte Leiter der Galerie war bis 2013 Jean-Pierre Bénézit. Der Maler und Mitarbeiter am Lexikon Emmanuel Charles Louis Bénézit (28. November 1887 bis 17. Oktober 1975) war sein Sohn. Seine Tochter Marguerite Bénézit erstellte ebenfalls einige Beiträge im Lexikon. Der Sohn Marcelle Bénézit setzte die Arbeit des Vaters fort.

## Dictionnaire Bénézit
Der erste Band erschien 1911. Das Lexikon behandelt die Maler, Bildhauer, Zeichner und Graveure aus allen Ländern und Zeitaltern. Zu Bénézits Lebzeiten erschienen zwei Bände. Da der bisherige Verlag Roger & Chernoviz die Zusammenarbeit beendete, dauerte es einige Jahre, bis der dritte Band erst nach Bénézits Tod herauskam. Daher vollendeten Marcelle Bénézit und der Schweizer Maler Edmond-Henri Zeiger-Viallet (1895–1994) den dritten Band bis 1923. Unter dem Namen Bénézit wurde das Werk zum Standardwerk vor allem im französischsprachigen Raum. Es erhielt weitere französischsprachige Ausgaben, die jeweils umfangreicher wurden.
Das Dictionnaire Bénézit wurde mehrmals neu aufgelegt und erweitert:
- Erste Auflage (1911–1923), drei Bände
  - Band 1: A–C. R. Roger et F. Chernoviz, Paris 1911 (Ernest Gründ, Paris 1924, archive.org)
  - Band 2: D–K. R. Roger et F. Chernoviz, Paris 1913 (Ernest Gründ, Paris 1924, archive.org)
  - Band 3: L–Z. Ernest Gründ, Paris 1924 (archive.org).
- Zweite Auflage (1948–1955), acht Bände
- Dritte Auflage (1976), zehn Bände
- Vierte Auflage (1999), vierzehn Bände

- Fünfte Auflage (2006), vierzehn Bände, erstmals in englischer Sprache (Dictionary of Artists) mit über 170.000 Einträgen auf rund 20.000 Seite
  - Emmanuel Bénézit: Dictionary of artists. Band 1: A – Bedeschini. Paris, 2006
  - Emmanuel Bénézit: Dictionary of artists. Band 2: Bedeschini – Bülow. Paris, 2006
  - Emmanuel Bénézit: Dictionary of artists. Band 3: Bülow – Cossin. Paris, 2006
  - Emmanuel Bénézit: Dictionary of artists. Band 4: Cossintino – Dyck. Paris, 2006
  - Emmanuel Bénézit: Dictionary of artists. Band 5: Dyck – Gémignani. Paris, 2006
  - Emmanuel Bénézit: Dictionary of artists. Band 6: Gémignani – Herring. Paris, 2006
  - Emmanuel Bénézit: Dictionary of artists. Band 7 : Herring – Koornstra. Paris, 2006
  - Emmanuel Bénézit: Dictionary of artists. Band 8: Koort – Maekava. Paris, 2006
  - Emmanuel Bénézit: Dictionary of artists. Band 9: Maele – Müller. Paris, 2006
  - Emmanuel Bénézit: Dictionary of artists. Band 10: Müller – Pinchetti. Paris, 2006
  - Emmanuel Bénézit: Dictionary of artists. Band 11: Pinchon – Rouck. Paris, 2006
  - Emmanuel Bénézit: Dictionary of artists. Band 12: Rouco – Sommer. Paris, 2006
  - Emmanuel Bénézit: Dictionary of artists. Band 13: Sommer – Valverane. Paris, 2006
  - Emmanuel Bénézit: Dictionary of artists. Band 14: Valverde – Zyw. Paris, 2006